# Dendropicos stierlingi
Dendropicos stierlingi е вид птица от семейство Picidae. Видът е почти застрашен от изчезване.

## Разпространение
Видът е разпространен в Малави, Мозамбик и Танзания.